# Here for You (chanson de Kygo)
Singles par Kygo
Nothing Left
(2015) Stay
(2015)
Here for You est une chanson du DJ et musicien norvégien Kygo, en featuring avec la chanteuse britannique Ella Henderson, sorti en 2015.

## Classement hebdomadaire
| Classement                     | Meilleure position |
| ------------------------------ | ------------------ |
| Allemagne (Media Control AG)   | 75                 |
| Norvège (VG-lista)             | 11                 |
| Pays-Bas (Nederlandse Top 40)  | 47                 |
| Royaume-Uni (UK Singles Chart) | 18                 |
| Suède (Sverigetopplistan)      | 23                 |
| Suisse (Schweizer Hitparade)   | 23                 |